# N-03E
docomo with series Disney Mobile on docomo N-03E（ドコモ ウィズシリーズ ディズニー・モバイル オン ドコモ エヌゼロサンイー）は、NECカシオ モバイルコミュニケーションズによって開発された、NTTドコモの第3.9世代移動通信システム（Xi）と第3世代移動通信システム（FOMA）とのデュアルモード端末である。docomo with seriesのうちのDisney Mobile on docomoシリーズのひとつ。ただし、NECカシオのNECブランドのスマートフォンブランドであるMEDIASシリーズには含まれない。

## 概要
Disney Mobile on docomoでは第3弾となる端末で、初のXiおよびNOTTV対応機種である。
ベースとなった機種はMEDIAS X N-04Eである。ただし、本機の方が先に発売された。NECカシオ製端末では初となるクアッドコアCPUを搭載しているほか、オンスクリーンキーを採用している。
また、同梱されるセットトップボックス「ワイヤレススクリーンボックス」を利用することでDisney cinema、Dlifeなどのディズニーの映像コンテンツをテレビの大画面で楽しむことが可能である。ディズニーの映像コンテンツのワイヤレス出力は2013年4月2日のソフトウェアアップデートにて対応した。このセットトップボックスはワンセグやモバキャスの映像の出力には非対応である。なお、本機種専用ではなく、他機種でもMiracastアダプタとして使用する事が可能である。
5つのカラーバリエーションはそれぞれ、以下のディズニーのキャラクターをイメージしている。
- White - ミッキー・マウス
- Pink - ミニー・マウス
- Orange - くまのプーさん
- Green - ティンカーベル
- Blue - ドナルドダック

バッテリー容量は1980mAh。なお、Disney Mobile on docomoのカタログ2012年12月号に「バッテリーの取り外しはできません」と記載されているが、本機のバッテリーは取り外し可能である（電池パックは「N35」）。
なお、NFC・おくだけ充電には非対応。microSDスロットは搭載されておらず、外部メモリを利用するには、同梱のmicroSDカードリーダライタケーブルを利用する必要がある。

## 搭載アプリ
- 東京ディズニーリゾート待ち時間ナビ
- マチキャラ
- Disney Color Alarm
- Disney Color Match
- Disney Color Weather
- Disney アラーム
- Disney シネマ
- Disney マーケット
- Disney 電話帳
- Disney メール
- Disney 歩数計
- Magic Camera（N-03E限定あり）
- NOTTV
- Dlife

## 主な機能
| 主な対応サービス                                 | 主な対応サービス                         | 主な対応サービス                       | 主な対応サービス                                            |
| ------------------------------------------------ | ---------------------------------------- | -------------------------------------- | ----------------------------------------------------------- |
| タッチパネル／加速度センサー                     | Xi／FOMAハイスピード                     | Bluetooth                              | DCMX／おサイフケータイ／NFC／かざしてリンク／赤外線／トルカ |
| ワンセグ／モバキャス                             | メロディコール                           | テザリング                             | WiFi IEEE802.11a/b/g/n                                      |
| GPS                                              | ドコモメール／電話帳バックアップ         | デコメール／デコメ絵文字／デコメアニメ | iチャネル                                                   |
| エリアメール／ソフトウェアーアップデート自動更新 | デジタルオーディオプレーヤー(WMA)(MP3他) | GSM／3Gローミング（WORLD WING）        | フルブラウザ／Flash Player                                  |
| Google Play／dメニュー／dマーケット              | Gmail／Google Talk／YouTube／Picasa      | バーコードリーダ／名刺リーダ           | ドコモ地図ナビ／Google Maps／ストリートビュー               |

## 歴史
- 2012年10月1日 - CEATECにて先行展示。
- 2012年10月11日 - NTTドコモより発表。
- 2012年12月7日 - 事前予約開始。
- 2012年12月14日 - 発売開始[6]。
- 2013年5月8日 - Android 4.1バージョンアップ対象機種に選定される[7]。

## アップデート
2013年2月19日のアップデート
- HD動画再生時、画面回転を繰り返すとフリーズする不具合を修正する。
- ビルド番号がA7000241からA7001321になる。

2013年4月2日のアップデート
- 「Disneyシネマ」「Dlife」のワイヤレススクリーン出力への対応。
- 未読メールがあるにもかかわらず、お知らせLEDが点滅しない不具合を修正する。
- ビルド番号がA7001321からA7001821になる。

2013年9月30日のアップデート(OSバージョンアップ)
- 本機特有の主な変更点
  - ウィジェットの自動リサイズに対応。
  - 電源ボタン長押し時、「電源を切る」「機内モード」に加えて、「再起動」が選択可能に。
  - ついっぷるテレビの登録チャンネル数の増加（12チャンネル→40チャンネル）。
- Wi-Fiを利用したワイヤレススクリーンボックスの接続方法の変更。
- 不具合修正
  - 特定のウェブページをブラウザで閲覧中、まれにブラウザが強制終了する場合がある不具合を修正する。
- ビルド番号がA7000241、A7001321、A7001821、A7002001からA7202001になる。

なお、搭載アプリケーションのアップデートは、OSのバージョンアップ後、個別に行う必要がある。特にspモードメールはアップデートを行なわないと、送受信メールの文字が以前より小さく表示される事や、無線LAN（Wi-Fi）接続状態ではメールの送受信ができなくなる事象が発生する場合がある。
2014年10月6日のアップデート ※2013年9月30日より提供しているOSバージョンアップを実施された携帯電話が対象、事前にOSバージョンアップの実施が必要。
- 電源起動時、画面の明るさ設定が正しく反映されない場合がある不具合を修正する。
- ビルド番号がA7202001、A7202201、A7202401からA7202901になる。